# Hampus Lindvall
Hampus Petter Lindvall, född 20 september 1993 i Sollentuna, är en svensk musikproducent, låtskrivare och musiker. Han har arbetat med både svenska och internationella artister som Benjamin Ingrosso, Zara Larsson, Martin Garrix, Purple Disco Machine, SHY Martin, Alesso och Nile Rodgers.
Lindvall har producerat och skrivit låtar inom pop, dans och elektronisk musik, och är särskilt känd för sitt arbete med Benjamin Ingrosso och Zara Larsson. År 2025 vann han en Grammis i kategorin Årets låt för Honey Boy, av Purple Disco Machine och Benjamin Ingrosso. Han nominerades även till Årets producent samma år, samt tidigare vid Grammisgalan 2023.